# North Lincolnshire
North Lincolnshire – jednostka administracyjna w Wielkiej Brytanii, dystrykt o statusie unitary authority (tzn. jednolita jednostka administracyjna, łącząca funkcje dystryktu i hrabstwa) położony w regionie Yorkshire and the Humber w Anglii. Dla celów ceremonialnych wchodzi w skład hrabstwa Lincolnshire.
Powierzchnia North Lincolnshire wynosi 846 km², dystrykt położony jest na południowej stronie estuarium Humber i składa się głównie z obszarów o charakterze rolniczym, wliczając obszary położone po obu stronach rzeki Trent. Graniczy od wschodu z North East Lincolnshire, od południa z Lincolnshire, od południowego wschodu z Nottinghamshire, od zachodu z South Yorkshire oraz od północy z East Riding of Yorkshire.
Przed utworzeniem Humberside w 1974, North Lincolnshire stanowiło część hrabstwa Lincolnshire. Po zlikwidowaniu Humberside w dniu 1 kwietnia 1996 roku, North Lincolnshire powstało poprzez połączenie gmin (borough) Glanford i Scunthorpe, oraz południowego Boothferry.
Na terenie North Lincolnshire znajdują się trzy większe ośrodki miejskie: Scunthorpe (ośrodek administracyjny), Brigg oraz Barton-upon-Humber.

## Miasta
- Barton-upon-Humber
- Bottesford
- Brigg
- Broughton
- Crowle
- Epworth
- Kirton in Lindsey
- Scunthorpe
- Winterton

## Inne miejscowości
Alkborough, Althorpe, Amcotts, Appleby, Barnetby le Wold, Barrow Hann, Barrow Haven, Barton Waterside, Beltoft, Belton, Bonby, Burton upon Stather, Cadney cum Howsham, Coleby, Croxton, Ealand, East Halton, Eastoft, Elsham, Flixborough, Garthorpe, Goxhill, Haxey, Hibaldstow, Holme, Keadby, Kirmington, Luddington, Melton Ross, Messingham, New Holland, North Killingholme, Owston Ferry, Redbourne, Roxby, Sandtoft, Saxby All Saints, Scawby, South Ferriby, South Killingholme, Thornton Curtis, Ulceby Skitter, Ulceby, West Butterwick, West Halton, Whitton, Windsor, Winteringham, Wootton, Wrawby, Wroot.